# Zlatari (Resen)
Zlatari (en macédonien Златари) est un village du sud-est de la Macédoine du Nord, situé dans la municipalité de Resen. Le village comptait 118 habitants en 2002.

## Démographie
Lors du recensement de 2002, le village comptait :
- Macédoniens : 117
- Autres : 1